# Byron Moreno
Byron Aldemar Moreno Ruales (Quito, 23 novembre 1969) è un ex arbitro di calcio ecuadoriano.

## Carriera
Divenuto un arbitro internazionale nel 1996, fu scelto per due edizioni consecutive della Coppa America, quella del 1997 e quella del 1999, in cui diresse la semifinale tra Messico e Brasile. In seguito venne designato anche per il campionato mondiale Under-17 del 1999, per la Confederations Cup 2001 e per il campionato mondiale del 2002 disputatosi in Corea del Sud e Giappone.

### Campionato del mondo del 2002
Ebbe risalto di notorietà in occasione del campionato mondiale del 2002, in cui fu designato per l'ottavo di finale tra i padroni di casa della Corea del Sud e l'Italia. In precedenza, durante la fase a gironi del torneo, aveva diretto l'incontro del gruppo D tra Stati Uniti e Portogallo, vinto dai nordamericani per 3-2.
La partita, giocata al Daejeon World Cup Stadium, si concluse 2-1 per i coreani, sancendo così l’eliminazione degli azzurri; decisivo fu il golden goal di Ahn, all'epoca giocatore del Perugia di Luciano Gaucci, che lo cedette dopo l'eliminazione azzurra. L'arbitraggio di Moreno destò forti critiche in Italia, dove da molti fu ritenuto il principale responsabile della sconfitta della nazionale del CT Giovanni Trapattoni. Le decisioni più contestate furono un rigore accordato ai coreani e parato dal portiere azzurro Gianluigi Buffon, ritenuto generoso ma comunque non infondato, l'espulsione di Francesco Totti, ammonito per la seconda volta a causa di una presunta simulazione e, infine, la segnalazione di un fuorigioco che tolse a Damiano Tommasi la possibilità di realizzare il golden goal. Altre critiche riguardarono le mancate sanzioni per alcuni interventi dei coreani, tra cui una gomitata ai danni di Alessandro Del Piero da parte di un giocatore già ammonito.
Le accuse mosse dalla delegazione azzurra non furono confermate da un'indagine della FIFA, che concluse senza rilevare alcun illecito sportivo, per cui lo svolgimento della partita fu dichiarato regolare. La stampa italiana, pur criticando l'arbitraggio di Moreno, giudicato quanto meno casalingo, rimproverò alla squadra di aver mancato diverse occasioni da gol.

### Arbitraggio e candidatura politica in Ecuador
Nel settembre successivo, Moreno fu nuovamente al centro di polemiche, questa volta in patria, dove fu accusato di aver combinato il risultato di una partita del campionato nazionale, Barcelona-Liga Quito, vinta da questi ultimi per 4-3 dopo essere stati sotto per 3-2 fino a pochi minuti dalla fine. Gli vennero contestate alcune decisioni a favore del Liga Quito, tra cui l'assegnazione di un rigore parso inesistente, il mancato intervento sui falli commessi dai giocatori e il recupero, che aveva segnalato essere di 6 minuti facendo poi proseguire il gioco per 13 minuti.
Si ritenne che il comportamento dell'arbitro fosse condizionato dalla sua candidatura al consiglio comunale di Quito, dove però non venne poi eletto; la magistratura lo scagionò da qualsiasi accusa. Agli inizi del 2003 fu prima sospeso e poi espulso dalla federazione calcistica ecuadoriana per la partecipazione ad un programma televisivo italiano: i dirigenti federali criticarono il suo eccesso di protagonismo, decidendo di porre fine alla sua carriera come arbitro.
L'ultima gara da lui diretta fu SD Quito-Cuenca, del 23 maggio 2003.

### Apparizioni televisive in Italia
Le lamentele nei suoi confronti continuarono anche a distanza di mesi dal termine del Mondiale, tanto che la Rai, dopo aver minacciato un'azione legale a carico della FIFA per l'eliminazione italiana, volle approfittare del fenomeno mediatico ospitando l'arbitro in televisione. Giovedì 9 gennaio 2003 Moreno fu ospite dell'unica puntata del programma di Rai 2 Stupido Hotel, prodotto e organizzato da Adriano Aragozzini. Durante la serata si esibì danzando con Carmen Russo e altre ballerine, e fu poi intervistato da José Altafini in merito all'eliminazione della Nazionale italiana dall'ultimo Mondiale. Nell'intervista affermò che gli Azzurri non erano stati eliminati per il suo arbitraggio, ma per la loro difficoltà nel segnare.
Il mese seguente partecipò al Carnevale di Cento, evento nel quale fu bersaglio di fischi, insulti e di un lancio di uova e monetine, oltre a ricevere il Tapiro d'Oro da parte di Striscia la notizia. In estate il presidente del Carnevale lo invitò nuovamente nel ferrarese per arbitrare la finale di un torneo di calcio a 7 a Bondeno e anche in quest'occasione fu contestato dalla folla e bersagliato da uova.

### Arresto per traffico di droga
Il 21 settembre 2010 fu arrestato all'aeroporto JFK di New York, mentre cercava di entrare negli Stati Uniti in possesso di circa 6 chili di eroina. L'arresto fu reso noto dalla DEA. Moreno all'epoca lavorava come commentatore sportivo in una radio e in un canale TV in Ecuador.
Il 23 settembre 2011 fu condannato a due anni e sei mesi dalla corte distrettuale di New York. Scarcerato anticipatamente nel dicembre 2012 per buona condotta, fu estradato in Ecuador, dove è indagato per evasione fiscale.

## Nella cultura di massa
- Il gruppo italiano di musica parodistica Gem Boy gli ha dedicato nel 2002 una canzone, in cui l'arbitro viene deriso assieme alla nazionale sudcoreana; la canzone, inclusa nell'album Inediti studio e live 1992-2002, si intitola Schiatta Moreno ed è cantata sulla melodia di Baila di Zucchero Fornaciari (brano che contiene il verso baila morena, da cui il titolo della parodia deriva).
- Nel settembre 2002 nella cittadina di Santa Teresa di Riva, vicino a Messina, con apposita delibera comunale, vennero intitolati all'arbitro Moreno i gabinetti pubblici siti in Piazza Mercato. La curiosa notizia guadagnò le prime pagine dei quotidiani e delle maggiori emittenti televisive italiane, che intervennero, con i loro corrispondenti, alla cerimonia di intitolazione. Anche la stampa estera si interessò all'avvenimento, soprattutto negli Stati Uniti d'America, in Russia e in Giappone. I bagni vennero smantellati nel dicembre 2012.[17]